# Либерти-стрит (Манхэттен)
Ли́берти-стрит (англ. Liberty Street) — улица в Нью-Йорке, которая тянется в направлении Восток — Запад, а именно от середины нижнего Манхэттена почти до Ист-Ривер. На ней находятся Федеральный резервный банк Нью-Йорка, Всемирный финансовый центр,
Уан-Чейз-Манхэттен-Плаза, One Liberty Plaza, Парк Zuccotti, здание Банка Германии (с 1973 по 2011 год), место разрушенного всемирного торгового центра, спортивно-развлекательный комплекс Гейтвейт и северная бухта для яхт.

## История
11 сентября западная часть улицы была повреждена террористическими актами. На месте Всемирного торгового центра идёт восстановление.
До Великой французской революции, Либерти-стрит носила название Кинг-стрит.